# برندون کراننبرگ
برندون کراننبرگ (به انگلیسی: Brandon Cronenberg) کارگردان و نویسنده اهل کانادا و پسر کارگردان مطرح دیوید کراننبرگ است. وی در ابتدا خود را «خوره کتاب» می‌دانست و علاقه داشت که نویسنده، نقاش یا موسیقی‌دان شود. وی بعدتر فهمید که فیلم همهٔ این‌ها را شامل می‌شود و به مدرسه فیلم رفت.
اولین فیلم بلند وی ضدویروس (۲۰۱۲) نخستین‌بار در جشنواره فیلم کن ۲۰۱۲ در بخش جایزه برای کارهای نو و نگاهی نو نمایش داده شد. کراننبرگ فیلم را دوباره اصلاح کرد و حدود شش دقیقه از آن را حذف کرد. نسخهٔ اصلاح شده اولین‌بار در جشنواره بین‌المللی فیلم تورنتو پخش شد.

## فیلم‌شناسی

### فیلم
| سال  | عنوان         | کارگردان | نویسنده | یادداشت‌ها |
| ---- | ------------- | -------- | ------- | --------- |
| ۲۰۱۲ | ضدویروس       | آری      | آری     |           |
| ۲۰۲۰ | متصرف         | آری      | آری     |           |
| ۲۰۲۳ | استخر بی‌انتها | آری      | آری     |           |

### تلویزیون
| سال | عنوان        | کارگردان | نویسنده | یادداشت‌ها    |
| --- | ------------ | -------- | ------- | ------------ |
| ن/م | Super-Cannes | آری      | آری     | در حال تولید |

### فیلم‌های کوتاه
- ۲۰۰۸: لاله‌های شکسته
- ۲۰۱۰: دوربین و کریستوفر مِرک
- ۲۰۱۹: لطفاً به‌طور مداوم صحبت کنید و تجربیات خود را هنگامی که به سراغ شما می‌آیند توصیف کنید